# Giftödlor
Giftödlor (Heloderma), även vårtödlor, är ett släkte bland kräldjuren.
Heloderma är det enda släktet i familjen Helodermatidae. Arternas utbredningsområde sträcker sig från Sonoraöknen i sydvästra USA och nordvästra Mexiko över västra Mexiko till Guatemala. Tidigare antogs att giftödlor är de enda ödlorna som har giftkörtlar men nyare forskning har visat att även komodovaranen och kanske några andra varaner producerar gift.
Med en kroppslängd av 30 till 50 cm (utan svans) räknas arterna till de stora ödlorna. Deras huvud är brett och något avplattat. Giftödlor har en robust bål och en kraftig svans samt korta extremiteter. Hela kroppen är täckt av tjock hud och flera fjäll.
Individernas aktivitetstider är beroende av årstiden. Under våren är de främst aktiva sent på morgonen och under kvällen. På sommaren är de aktiva tidigare på morgonen samt senare på kvällen. Ibland kan de vara nattaktiva. Även under aktiva tider vistas giftödlor ofta i gömställen. De kommer vanligen fram till öppnare ställen för att leta efter föda eller efter en partner. Vid regn kan de även vara ute av andra anledningar.

## Arter och underarter
Arter enligt The Reptile Database.
- Skorpiongiftödla - Heloderma horridum
  - Heloderma horridum horridum (Wiegmann, 1829)
  - Heloderma horridum alvarezi (Bogert & Martên del Campo, 1956)
  - Heloderma horridum exasperatum (Bogert & Martên Del Campo, 1956)
  - Heloderma horridum charlesbogerti (Campbell & Vannini, 1988)
- Gilaödla - Heloderma suspectum
  - Heloderma suspectum cinctum (Bogert & Martên Del Campo, 1956)
  - Heloderma suspectum suspectum (Cope, 1869)